# Yoro (kommun)
Yoro är en kommun i Honduras.   Den ligger i departementet Departamento de Yoro, i den centrala delen av landet, 130 km norr om huvudstaden Tegucigalpa. Antalet invånare är 64 425. Yoro ligger vid sjön Laguna Brava.